# Tuglui
Țuglui est une commune roumaine Județ de Dolj, Olténie, en Roumanie . Il est composé de deux villages: Jiul et Țuglui.